# Тышкевич, Евстафий Пиевич
Граф Евста́фий Пи́евич Тышке́вич (бел. Яўстах Тышкевіч, пол. Eustachy Tyszkiewicz, лит. Eustachijus Tiškevičius, 18 апреля 1814, Логойск Борисовского повета Минской губернии — 25 августа 1873, Вильна) — белорусский археолог, историк, этнограф, краевед, коллекционер из рода Тышкевичей. Создатель Виленской археологической комиссии и Музея древностей в Вильне. Сын Пия Тышкевича, младший брат К. П. Тышкевича.

## Биография
Родился в Логойске. С 1824 года учился в Виленской гимназии. Прервав учёбу в Вильне, окончил гимназию в 1831 году в Минске. В 1831—1835 годах пребывал в Москве.
В 1835 году поселился в Вильне. Интересовался археологией, с 1837 года проводил раскопки курганов в Виленской и Минской губерниях, коллекционировал предметы старины; издатель древних рукописей и автор книг и статей по археологии и статистики (как она понималась в XIX веке, то есть как изучение и описание особенностей народного быта и занятий различных групп населения). Первым исследовал многие литовские и белорусские древности; фактически стоял у истоков белорусской этнографии.
В 1830—1840-х годах высказывал замыслы создать ученое общество и музей. Идея воплотилась в 1855 году с созданием Музея древностей и Виленской археологической комиссии. Был её председателем и попечителем музея. Основу музея составили его коллекции — свыше 2000 предметов древности (каменные молоты, языческие идолы, старинное оружие и т. п.), библиотека в 3000 томов, 3000 монет и медалей, свыше 1000 гравюр, географических карт, медных гравированных досок и т. д., 7000 томов из упраздненных римско-католических монастырей, «приобретение коих стоило ему двадцатилетних трудов и значительной части состояния» (П. В. Кукольник).
С 1865 года жил в усадьбе Островец близ Бирж, освоил литовский язык, собирал фольклор, этнографический материал, проводил археологические раскопки. Умер в Вильне и был похоронен на кладбище Расу (фото могилы).

## Признание
Член Датского королевского общества любителей северных древностей, Стокгольмской королевской академии изобразительного искусства и древностей, Лондонского археологического института, почётный член Петербургской Академии наук.